# Francisco Graells
Francisco Graells (Caracas, 9 de abril de 1944) es un dibujante y caricaturista uruguayo, conocido por su seudónimo Pancho. Colabora con Le Canard enchaîné y ha publicado sus dibujos en Le Monde.

## Biografía
Francisco Graells nació en Caracas de padre venezolano y madre uruguaya. En 1951 emigró a Montevideo con su madre.
En 1968, a la edad de veinticuatro años, publicó sus primeras caricaturas en la publicación semanal Marcha encargándose de la página política. Continuó su colaboración en numerosos periódicos uruguayos y codirigió la revista semanal de humor La Balota en 1971. En 1973 como consecuencia del golpe de Estado militar, Pancho partió para Buenos Aires, donde publicó dibujos y cómics en el periódico Noticias y en las revistas Crisis y Satiricón.
En 1975, viajó a Venezuela y el periódico El Nacional le confió durante ocho años las caricaturas de política internacional.
Pancho se convirtió luego en director artístico de la revista de economía Número, donde permaneció entre 1980 y 1983. Sus caricaturas fueron difundidas en Estados Unidos por la agencia Cartoonists & Writers Syndicate de Nueva York.
Se instaló en Francia en 1983. Trabaja regularmente en Le Monde diplomatique, Lire, Le Magazine littéraire, The Herald Tribuna, Le Monde de la musique; con más asiduidad todavía en Le Canard enchaîné y Le Monde.
Desde París, continuó colaborando con el semanario Brecha, enviando sus dibujos y caricaturas para ilustrar la realidad mundial.
Su trabajo como pintor fue expuesto del 17 de septiembre al 6 de noviembre de 2009 en la Casa de Latinoamérica en París y realizó una retrospectiva en el Museo Nacional de Artes Visuales en Montevideo en 2016.

## Obras
- Francisco Herrera Luque (ill. Pancho Graells), Boves : el urogallo, Barcelone, Espagne, Pomaire, 1980, 12e éd., 342 p., 21 cm (ISBN 84-286-0556-4)
- C'est parti !, Paris, Art International Publishers, 1993, 108 p., 26,2 x 23,2 cm (ISBN 978-2-910192-00-6)
- Omar Prego, Pancho y más Pancho, Montevideo, Uruguay, Brecha et Trilce, 1994, 88 p., 21 x 22 cm (ISBN 9974-32-084-4)
- Signes et Figures, Paris, Galaade, coll. « Beaux livres », 15 septembre 2009, 96 p., 23,2 x 31 cm (ISBN 978-2-35176-087-1)
- Un monde de brut (préf. André Rollin), Paris, Baker Street, 23 janvier 2015, 146 p., 24,5 x 21 cm (ISBN 978-2-917559-55-0)